# Борки (Гадячский район)
Бо́рки (укр. Бірки) — село,
Сватковский сельский совет,
Гадячский район,
Полтавская область,
Украина.
Код КОАТУУ — 5320487203. Население по переписи 2001 года составляло 373 человека.

## Географическое положение
Село Борки находится на левом берегу реки Грунь,
на противоположном берегу расположены сёла Сватки и Подставки.

## История
- 1670 — дата основания.

## Известные люди
- Онацкий, Николай Степанович (1878—1906) — казак-крестьянин, депутат Государственной думы I созыва от Полтавской губернии, член Трудовой группы и Украинской громады, подписал «Выборгское воззвание».

## Экономика
- Молочно-товарная ферма.

## Объекты социальной сферы
- Школа.